# Filmografia de Janet Jackson
A cantora e atriz estadunidense Janet Jackson figurou em várias produções cinematográficas e programas de televisão ao longo de sua carreira artística. Jackson deu início à sua carreira de atuação na década de 1970 como estrela infantil nas sitcoms Good Times (1974), Diff'rent Strokes (1978) e posteriormente co-estrelou a série televisiva Fame (1982). Nos anos seguintes, Jackson teve sua estreia no cinema como protagonista no filme romântico Poetic Justice (1993), dirigido por John Singleton, e no qual interpretou Justice, uma cabelereira e poetisa que lida com o suicídio de sua mãe e o assassinato de seu namorado escrevendo poesia. Ao longo da década seguinte, Jackson foi inicialmente escalada para papéis principais em filmes variados, incluindo Jerry Maguire (1996), The Matrix (1999), Scream 3 (2000) e X-Men (2000), mas não conseguiu prosseguir com as filmagens devido a conflitos de agendas com sua carreira musical neste período.
Jackson recebeu uma críticas positivas por sua atuação como a professora Denise Gaines no filme de comédia The Nutty Professor II: The Klumps (2000), que arrecadou $ 175 milhões em bilheterias mundiais. Anos depois, a atriz apresentou várias esquetes no Saturday Night Live e teve pequenas participações na série televisiva Will & Grace (1998-2006). Jackson interpretou a conselheira amorosa Patricia Agnew no filme de comédia Why Did I Get Married? (2007) e na sequência Why Did I Get Married Too? (2010). Neste mesmo ano, a atriz co-estrelou o drama For Colored Girls ao lado de outras renomadas atrizes do cinema estadunidense como Thandiwe Newton e Anika Noni Rose.
Os três primeiros filmes de Jackson estrearam em primeiro lugar, com os dois seguintes estreando entre os três primeiros. Ela também tem um mínimo de três filmes para estrear em primeiro lugar nas paradas de DVD e Blu-ray, vendendo de um a dois milhões de cópias na primeira semana. Suas atuações no cinema receberam inúmeros prêmios, que incluem MTV Movie Awards e Image Awards. Suas composições para filmes também receberam reconhecimento, incluindo indicações ao Oscar e ao Globo de Ouro de "Melhor Canção Original de um Filme". Os críticos consideram Jackson uma das poucas estrelas infantis a fazer a transição com sucesso para uma atriz confiável. Ela também é considerada uma das carreiras cinematográficas mais notórias de um músico. Ao longo de sua carreira, ela também filmou anúncios para Pepsi, Jaguar, Japan Airlines, KDDI e The Trevor Project, entre outros.

## Filmografia

### Cinema
| Ano  | Título original                | Papel                    | Direção        | Ref.   |
| ---- | ------------------------------ | ------------------------ | -------------- | ------ |
| 1993 | Poetic Justice                 | Justice LaRue            | John Singleton | [ 1 ]  |
| 2000 | Nutty Professor II: The Klumps | Professora Denise Gaines | Peter Segal    | [ 9 ]  |
| 2007 | Why Did I Get Married?         | Dra. Patricia Agnew      | Tyler Perry    | [ 10 ] |
| 2010 | Why Did I Get Married Too?     | Dra. Patricia Agnew      | Tyler Perry    | [ 11 ] |
| 2010 | For Colored Girls              | Joanna Bradmore          | Tyler Perry    | [ 12 ] |